# Podbrežje
Podbrežje is een plaats in de gemeente Ozalj in de Kroatische provincie Karlovac. De plaats telt 332 inwoners (2001).